# Paço das Artes
O Paço das Artes  é uma instituição que pertence à Secretaria de Cultura do Estado de São Paulo. Foi criado em 25 de março de 1970 pelo decreto nº 52.423, mas já funcionava desde novembro de 1969 no Salão da Secretaria de Cultura, Esporte e Turismo do Estado de São Paulo, na Avenida Paulista 326.
Na Avenida Paulista, funcionou entre os anos de 1970 e 1973, e mudou-se em março de 1973 para o prédio da Pinacoteca, na Praça da Luz, onde ficou por dois anos sem funcionamento esperando a finalização de sua sede na Avenida Europa. Compartilhando o edifício com o Museu da Imagem e do Som (MIS), foi na Avenida Europa que o Paço das Artes esteve entre 1975 e 1994. Entre março de 1994 e março de 2016, a instituição ocupou um prédio de arquitetura modernista na Cidade Universitária, projetado na década de 1970 pelo arquiteto Jorge Wilheim.
O Paço das Artes hoje, tem endereço fixo no bairro de Higienópolis, no antigo casarão Nhonhô Magalhães.
O espaço tem como objetivo organizar e manter exposições de arte contemporânea, promover cursos, palestras, workshops, conferências, audições e intercâmbios artísticos. Outras missões da organização são incentivar a produção de obras, formar novos agentes – principalmente, jovens críticos, curadores e artistas –, difundir a arte contemporânea nacional e internacional, além de divulgar assuntos relacionados à área de sua especialidade.
Em conformidade com a trajetória que vem traçando desde o final dos anos 1980, as ações do Paço das Artes abrangem todos os segmentos das artes visuais − artes plásticas, artes visuais e multimídia. Assim, sua programação de caráter multidisciplinar engloba exposições, exibições de vídeos, palestras, simpósios, shows, festas, espetáculos de dança, eventos musicais, festivais multimídia e oficinas para crianças e adultos.
A vocação experimental do Paço das Artes é constatada principalmente através da Temporada de Projetos, que foi criada com o objetivo de abrir espaço à produção, fomento e difusão da prática artística jovem. Concebida em 1996, a Temporada de Projetos teve sua primeira exposição realizada em 1997 e se tornou, ao longo dos anos, um rico celeiro para a cena da jovem arte contemporânea brasileira.
No dia 25 de janeiro, aniversário de São Paulo, será inaugurada a sede definitiva do Paço das Artes. Após o fechamento da sede temporária, na Cidade Universitária, em 2016, a instituição ficou alocada no prédio do Museu da Imagem e do Som (MIS). Agora, terá endereço fixo no bairro de Higienópolis, no antigo casarão Nhonhô Magalhães.
Além do aniversário da cidade, a inauguração do espaço comemora os cinquenta anos da instituição, que já passou por outros imóveis da capital paulistana. O prédio tombado foi encomendado em 1927 para abrigar um dos maiores cafeicultores do Estado de São Paulo. Para sediar o Paço das Artes, o casarão inspirado nos palacetes franceses, foi reformado pelo arquiteto Álvaro Razuk. (Fonte: Giovana Christ para o site sparte.com)

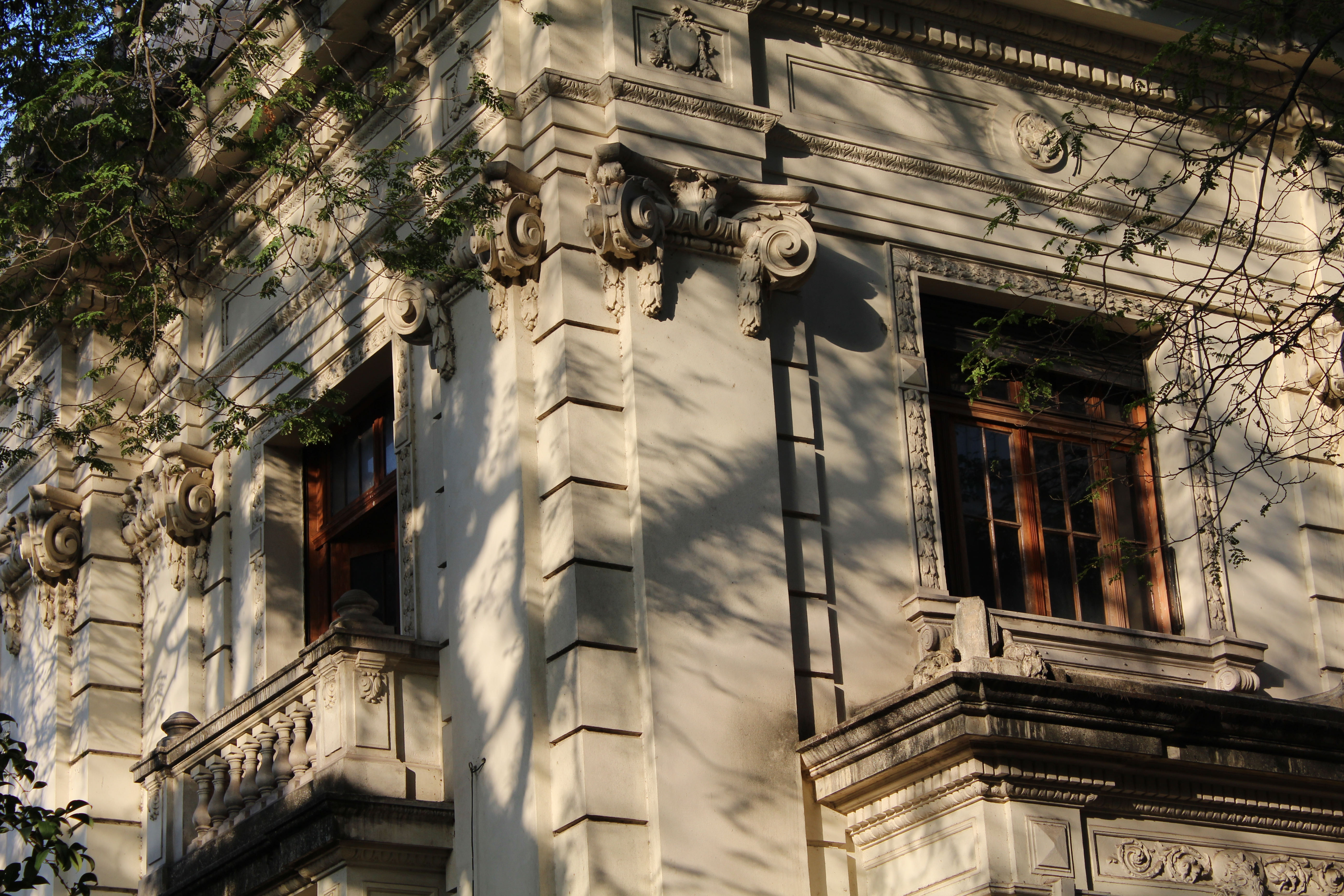

Inúmeros são os nomes de destaque na cena de arte contemporânea, selecionados quando ainda jovens ou em início de carreira para exibir seu trabalho no Paço das Artes por meio da convocatória da Temporada de Projetos.
Em 2014, a Temporada de Projetos ganhou destaque com o lançamento da plataforma digital MaPA: http://mapa.pacodasartes.org.br e realização de exposição homônima com curadoria e concepção de Priscila Arantes, na qual foi destrinchada em uma linha do tempo que oferece ao público, de maneira clara, o nome de todos os artistas, curadores, críticos e membros do júri que passaram pela Temporada de Projetos. Em números: são mais de 250 artistas, 15 projetos curatoriais, cerca de 80 críticos de arte e 45 jurados que fizeram, e continuam fazendo, parte dessa história.
Através da promoção de exposições e publicações, o Paço promove programas de ação cultural em diversas áreas das artes visuais: artes plásticas, design e multimídia, procurando estimular a reflexão sobre a arte contemporânea produzida no Brasil e no mundo e estabelecer relações com períodos anteriores à sua formação e com outras disciplinas, como a filosofia, as ciências), mídias e tecnologias.
Entre suas atividades, encontram-se: pequenos, médios e grandes eventos artísticos, com apresentações de vídeos, exibições em CD-Rom, cinema eletrônico digital, palestras, simpósios, oficinas, eventos musicais e literários compondo um perfil multidisciplinar da cultura.
O diálogo com o público é orientado pelo conceito de arte como conhecimento, é estabelecido por meio de um profundo trabalho de reflexão sobre os rumos da arte contemporânea. Esse debate ocorre por meio de atividades integradas − seminários, palestras, encontros com artistas, curadores e críticos, workshops, oficinas – e também com ações de porte internacional, como o Seminário Internacional de Arte Contemporânea do Paço das Artes.
Como espaço experimental dinâmico, multidisciplinar e diversificado, o Paço das Artes complementa suas atividades com a publicação de uma vasta bibliografia das exposições e atividades como o Seminário Internacional de Arte Contemporânea, que são registros essenciais sobre a cena artística paulistana contemporânea.
Os catálogos e livros lançados fazem a ponte entre a instituição e o público, formado por artistas visuais, arquitetos, críticos e historiadores de arte, galeristas, colecionadores, jornalistas, professores e estudantes e interessados por arte. Essa troca faz do espaço uma interessante zona de encontro.